# Wahlkreis Nordsachsen 3
Der Wahlkreis Nordsachsen 3 (Wahlkreis 35) ist ein Landtagswahlkreis in Sachsen.  Er ist einer von drei Landtagswahlkreisen im Landkreis Nordsachsen und umfasst die Städte Belgern-Schildau, Dahlen, Mügeln, Oschatz und Torgau sowie die Gemeinden Arzberg, Beilrode, Cavertitz, Dreiheide, Liebschützberg, Naundorf und Wermsdorf Bei der letzten Landtagswahl (im Jahr 2019) waren 60.021 Einwohner wahlberechtigt.

## Wahl 2024
Die Landtagswahl 2024 führte zu folgendem Ergebnis:
| Direktkandidat        | Partei              | Erststimmen in % | Zweitstimmen in % |
| --------------------- | ------------------- | ---------------- | ----------------- |
| Kristian Kirpal       | CDU                 | 38,1             | 33,3              |
| Tobias Heller         | AfD                 | 43,2             | 37,6              |
| Michael Bagusat-Sehrt | Die Linke           | 4,9              | 2,2               |
| Claudia Kurzweg       | GRÜNE               | 1,4              | 1,6               |
| Rene Fischer          | SPD                 | 5,8              | 5,9               |
| Max Winkler           | FDP                 | 1,0              | 0,6               |
| Benjamin Matuzak      | Freie Wähler        | 4,4              | 2,3               |
| –                     | Die Partei          | –                | 0,6               |
| –                     | Piraten             | –                | 0,2               |
| –                     | ÖDP                 | –                | 0,0               |
| –                     | BüSo                | –                | 0,0               |
| –                     | Tierschutz hier!    | –                | 0,9               |
| –                     | dieBasis            | –                | 0,1               |
| –                     | Bündnis C           | –                | 0,1               |
| –                     | Bündnis Deutschland | –                | 0,2               |
| –                     | BSW                 | –                | 11,9              |
| Uta Hesse             | Freie Sachsen       | 1,2              | 2,2               |
| –                     | V-Partei3           | –                | 0,1               |
| –                     | WU                  | –                | 0,2               |

## Wahl 2019
Vorläufiges Ergebnis der Landtagswahl am 1. September 2019 im Wahlkreis 36 – Nordsachsen 3:
(Ergebnisse in Prozent)
| Direktkandidat        | Partei               | Direktstimmen | Listenstimmen |
| --------------------- | -------------------- | ------------- | ------------- |
| Bernd Merbitz         | CDU                  | 31,6          | 33,7          |
| Michael Bagusat-Sehrt | Die Linke            | 10,5          | 9,2           |
| Volkmar Winkler       | SPD                  | 10,5          | 7,9           |
| Gudrun Petzold        | AfD                  | 33,3          | 32,3          |
| Johanna Scheller      | GRÜNE                | 4,2           | 3,9           |
| –                     | NPD                  | –             | 1,1           |
| Christoph Waitz       | FDP                  | 3,2           | 3,6           |
| Denise Wendt          | Freie Wähler         | 6,6           | 4,0           |
| –                     | Tierschutz           | –             | 1,4           |
| –                     | Piraten              | –             | 0,2           |
| –                     | Die PARTEI           | –             | 0,9           |
| –                     | BüSo                 | –             | 0,1           |
| –                     | ADPM                 | –             | 0,1           |
| –                     | Blaue Partei         | –             | 0,4           |
| –                     | KPD                  | –             | 0,1           |
| –                     | ÖDP                  | –             | 0,2           |
| –                     | Die Humanisten       | –             | 0,1           |
| –                     | PDV                  | –             | 0,1           |
| –                     | Gesundheitsforschung | –             | 0,7           |

| Wahlberechtigte | 60.021 |
| Wahlbeteiligung | 61,4 % |

## Wahl 2014
| Amtliches Endergebnis der Landtagswahl am 31. August 2014 in Sachsen im Wahlkreis 036 Nordsachsen 3 (Ergebnisse in Prozent) |

| Direktkandidat           | Partei                   | Erststimmen in %         | Zweitstimmen in %        |
| ------------------------ | ------------------------ | ------------------------ | ------------------------ |
| Frank Kupfer             | CDU                      | 46,6                     | 43,6                     |
| Marion Kanitz            | Die Linke                | 18,8                     | 19,0                     |
| Arndt Winkler            | SPD                      | 13,1                     | 11,2                     |
| Jens Gatter              | NPD                      | 06,6                     | 07,0                     |
| Ines Pfundt              | FDP                      | 02,3                     | 03,6                     |
| Johanna Scheller         | GRÜNE                    | 03,5                     | 03,3                     |
| -                        | Tierschutz               | -                        | 00,9                     |
| Roland Neumann           | AfD                      | 08,1                     | 08,7                     |
| -                        | BüSo                     | -                        | 00,1                     |
| -                        | DSU                      | -                        | 00,1                     |
| -                        | pro Deutschland          | -                        | 00,2                     |
| -                        | Freie Wähler             | -                        | 01,1                     |
| Julia Beckert            | Piraten                  | 01,0                     | 00,8                     |
| -                        | Die Partei               | -                        | 00,4                     |
| Wahlberechtigte = 63.260 | Wahlberechtigte = 63.260 | Wahlbeteiligung = 44,6 % | Wahlbeteiligung = 44,6 % |